# بيلي هاريل
بيلي هاريل (بالإنجليزية: Billy Harrell) هو لاعب كرة قاعدة أمريكي، ولد في 18 يوليو 1928 في نوريستاون ‏ في الولايات المتحدة، وتوفي في 6 مايو 2014 في ألباني في الولايات المتحدة.

## وصلات خارجية
- بيلي هاريل على موقعبيزبول رفرنس.كوم (الدوري الرئيسي) (الإنجليزية)
- بيلي هاريل على موقعبيزبول رفرنس.كوم (الدوري الثانوي) (الإنجليزية)
- بيلي هاريل على موقع جمعية أبحاث البيسبول الأمريكية (الإنجليزية)
- بيلي هاريل على موقع سبورتس رفرنس (الإنجليزية)
- بيلي هاريل على موقع كلية كرة السلة في سبورتس رفرنس.كوم (الإنجليزية)
- بيلي هاريل على موقع ريلجم (الإنجليزية)